# Водовідведення
Водовідведення — послуга, яка передбачає відведення стічних вод з територій промислових, жилих будівель (квартири, приватного будинку) за допомогою інженерних санітарно-технічних приладів та каналізаційної мережі.
Централізоване водовідведення — послуга, спрямована на задоволення потреб споживача у відведенні стічних вод, яка надається виконавцем з використанням внутрішньобудинкових централізованих систем водовідведення.
Стічні води поділяють на:
- поверхневі
- каналізаційні

Відповідно, водовідведення поділяється на поверхневе водовідведення та відведення каналізаційних вод.